# Anthropologie d'un génocide
« Anthropologie d'un génocide : le Rwanda » est le titre d'une publication du professeur Luc de Heusch parue en 1994.
Cet article publié dans la revue Les Temps modernes  décrit la domination socio-économique des tribus Tutsi, sur les tribus Hutu jusqu'à la décolonisation en 1959, date à laquelle l'Église catholique romaine et l'administration coloniale apportent leur soutien aux Hutus. La Belgique a apporté le soutien à la minorité Tutsi mais pour soutenir la majorité Hutu [Quoi ?] et ce fut pour l'auteur le commencement de la programmation d'un plan génocidaire d'inspiration raciste et l'installation de Grégoire Kayibanda et de Juvénal Habyarimana régnant en despotes sous des faux aspects de démocratie.